# 千葉県立銚子高等学校
千葉県立銚子高等学校（ちばけんりつ ちょうしこうとうがっこう）は、千葉県銚子市南小川町にある県立高等学校。市内には銚子市立銚子高等学校があることから「県銚」（けんちょう）という略称が一般的であるが、年配層になると「女学校」、「銚子高女」と呼ぶ者も多かった。
県内でも数少ない県立の女子校としての長い伝統を誇り、2006年4月入学生までは女子のみの募集であったが、2007年4月入学生以降は男子の受け入れも開始され共学となった。女子校時代は『のぞみは高く（尚志） みさおは清く（清純） 心も広く（明朗）』を校訓としていたが共学化後現在の校訓に改められた。

## 沿革
現在の県立銚子高校は2つの学校を前身としている。県立高女を前身とする銚子一高と市立高女を前身とする銚子二高である。銚子一高の前身に当たる海上郡立銚子実科高等女学校の校史には、1901年に開校した海上郡立銚子工業補習学校という前史がある。海上郡立銚子染織学校、海上郡立銚子技芸学校と改称を経た後の1911年、1910年改正：前年に行われた実科高等女学校の設置を可能とする高等女学校令の改正を受けて、技芸学校を廃校とし在籍生徒の編入によって、銚子実科高等女学校は創立された。市原染織学校から実科高等女学校に転換され、銚子実科高女と同時開校となった市原郡立市原実科高等女学校（現・千葉県立鶴舞桜が丘高等学校）と並んで千葉県で7校目の高等女学校にあたる。

### 銚子一高
- 1911年 - 海上郡立銚子実科高等女学校として開校[1]。
- 1920年 - 千葉県銚子実科高等女学校に改称。
- 1923年 - 郡制廃止に伴い千葉県に移管、千葉県立銚子高等女学校に改称。
- 1948年 - 学制改革に伴い、千葉県立銚子女子高等学校に改称。
- 1950年 - 高校再編成により千葉県立銚子商業高等学校と統合、千葉県立銚子高等学校となる。
- 1953年 - 銚子商業との統合解消、千葉県立銚子第一高等学校として独立。

### 銚子二高
- 1916年 - 本銚子小学校（現・銚子市立清水小学校）の併設校として本銚子実科補習学校が開校。
- 1923年 - 本銚子実科女学校に改称。
- 1933年 - 銚子市の発足に伴い、市立飯沼実科女学校に改称。
- 1940年 - 市立銚子実科高等女学校に改称。
- 1942年 - 市立銚子高等女学校に改称。
- 1943年 - 小川町の新校地に移転、これにより小学校との校地同居が解消。
- 1948年 - 学制改革に伴い、銚子市立銚子女子高等学校に改称。
- 1949年 - 銚子市立第二高等学校に改称。
- 1953年 - 千葉県への移管に伴い、千葉県立銚子第二高等学校に改称。

### 統合後
- 1954年 - 銚子一高と銚子二高を統合、千葉県立銚子高等学校（普通科・家政科）発足。
- 1961年 - 現校舎竣工、これにより統合後も続いていた校舎の分散が解消され、旧銚子二高の校地に集約される。
- 1984年 - 自然科学クラブが海流調査のために450本のボトルメールを放流し、翌1985年は授業の地学選択者が300本を放流し2021年6月までに合計51本が発見されて返信された[2]。なお、1985年は千葉県立東金高等学校地学部との共同研究だった。両校合わせた返信数は2025年現在85本である[3][4][5]。
- 2005年 - 家政科の募集が停止される。
- 2007年 - 男女共学となる。

## 校歌
統合前の旧銚子一高の校歌は県立銚子高女時代の1928年、昭和天皇の即位の礼を記念して制定されたものである。作曲は片山頴太郎、作詞は当時高女で国語の教鞭をとっていた松本昌夫が行った。旧銚子二高実科女学校時代の式典では、小学校の校歌を歌った後、和歌に節を付けた校歌が歌われていた。新制高校移行後には職員作曲・作詞の校歌が存在したという。統合後の1959年、寺本実（当時の校長）作詞、高木東六作曲の校歌が制定され女子校時代を通じて歌い継がれてきた。この校歌は歌詞に「おみな子」（女の子）などの女子校ならではのフレーズが盛り込まれたものである事から、2007年の共学化後加藤登紀子作詞・作曲による新校歌が制定された。なお、1959年の女子校時代の校歌は共学化後に旧職員により英訳され、卒業生の協力によりCD化されて、元職員によって全国の女子校の合唱部に寄贈されたほか、2025年からは世界の女子教育の振興のために海外に贈呈されている。

## 部活動
| 運動部 - 野球 - 弓道 - 剣道 - バスケットボール - バレーボール - バドミントン - 卓球 - 陸上競技 - 水泳 - 硬式テニス - 軟式テニス | 文化部 - 書道 - 茶道 - 華道 - 美術 - ハンドメイキング - 吹奏楽 - JRC - 演劇 - 写真 - 漫画 - パソコン |

## 統計情報
在校生の居住地・出身中学校
2016年度の在校生（487名）の居住地を自治体別に分類すると以下の通りである。
- 銚子市：175名
- 旭市：134名
- 神栖市：101名
- 香取市：36名
- 東庄町：29名
- 匝瑳市：11名
- 多古町：1名

主な出身中学別の在籍数では銚子中学校の46名を筆頭に、旭市立第二中学校の42名、銚子市立第五中学校34名、東庄町立東庄中学校31名、神栖市立波崎第一中学校30名、旭市立飯岡中学校29名、銚子市立第一中学校27名、旭市立海上中学校26名、銚子市立第三中学校、神栖市立波崎第三中学校、波崎第四中学校が各21名、銚子市立第七中学校が20名となっている。

## 著名な卒業生
- 石毛鍈子 - 社会福祉学者、元衆議院議員
- 坂口三千代 - 随筆家、坂口安吾夫人
- 椎名佐千子 - 演歌歌手

## 関連文献
- 「創立九十周年記念誌」、千葉県立銚子高等学校 2002年刊行
- 「創立百周年記念誌」、千葉県立銚子高等学校 2011年刊行